# پی‌پی‌سی
پی‌پی‌سی (انگلیسی: PPC) شرکت مصالح ساختمانی در آفریقای جنوبی است، که در سال ۱۸۹۲ تأسیس شد.